# 絕對權
絕對權（erga omnes）為可對特定法益直接支配的權利，絕對權的效力能對抗不特定的一般人，有異於相對權僅能向特定人請求作為或不作為，故又稱對世權。物權、人格權、無體財產權等、身分權、所有權皆屬之。

## 外部連結
- 絕對權 （页面存档备份，存于）